# Bethania (Bibelen)
 For alternative betydninger, se Bethania. (Se også artikler, som begynder med Bethania)
Bethania (græsk: Βηθανία; hebræisk: בֵּית עַנְיָה; arabisk: العيزرية, "Lazarus' bosted"), er en by beliggende nær Jerusalem. Byen nævnes i Bibelen som byen, hvori Lazarus og hans to søstre boede.

## Andre bibelbyer med navnet Bethania
I Johannesevangeliet nævnes også en anden by ved navnet Bethania. Denne lå på den modsatte side af Jordan ift. Lazarus' Bethania, og var byen udenfor hvilken Sct. Hans døbte.
Byen kan i kontemporær tid ikke identificeres.
Både Lazarus' og Johannes' Bethania kan også skrives som Betania.